# Ananás-de-cerca
O Ananás-de-cerca (Ananas bracteatus) é uma planta terrestre, da família das bromeliáceas, nativa da Argentina, Paraguai e Brasil, mais especificamente do estado do Espírito Santo até o estado de Santa Catarina. É uma espécie de folhas com espinhos ascendentes, e fruto suculento e comestível, com cerca de 15 cm de comprimento.